# روستین گریفیتس
روستین گریفیتس (انگلیسی: Rostyn Griffiths؛ زادهٔ ۱۰ مارس ۱۹۸۸) بازیکن فوتبال اهل استرالیا است.
از باشگاه‌هایی که در آن بازی کرده‌است می‌توان به باشگاه فوتبال بلکبرن روورز، باشگاه فوتبال آدلاید یونایتد، باشگاه فوتبال سنترال کوئست مارینرز، باشگاه فوتبال پرث گلوری، باشگاه فوتبال رودا جی‌سی کرکراد، باشگاه فوتبال آکرینگتون استنلی، و باشگاه فوتبال گوانگ‌ژو سیتی اشاره کرد.
وی همچنین در تیم ملی فوتبال Australia U-17 بازی کرده‌است.